# Conjure One
Conjure One — це канадський електронний музичний проект Ріса Фалбера, більш відомого як учасника Front Line Assembly та Delerium.

## Історія
Фалбер покинув Front Line Assembly на початку 1997 року з бажанням розпочати сольну кар'єру. Незабаром після цього дебютний альбом був анонсований, але робота Фалбера як продюсера та реміксера відстрочила випуск аж до вересня 2002 року.
Однойменний альбом мав характеристики попередніх робіт Фалбера — базуючись на клавішних з ритмічними танцювальними бітами з впливом музики Близького Сходу дана робота була схожа на музику його проекту Delerium.
Ряд пісень були орієнтовані на поп-музику та мали вокал запрошених вокалістів, в основному Poe та Chemda, остання з них співала повністю на арабській мові. Сінед О'Коннор та Джеф Мартін з The Tea Party також брали участь у записі.
Після повернення до складу Front Line Assembly та Delerium, в 2005 році Фалбер випускає другий альбом Extraordinary Ways. Цьому альбому Фалбер надає більш сучасного звучання, базуючи його на гітарах та тріп-хопових бітах . Серед вокалістів Тіфф Лейсі, Poe (записана як «Jane»), Chemda, Джоанна Стівенс, та сам Фалбер (кавер на пісню панк-гурту Buzzcocks).
В 2007 році, одна з найбільш відомих співачок Німеччини у 80х Sandra робить кавер на «Sleep» як бонус-трек до свого синглу «The Way I Am».
Альбом Reasons to Disturb приписується Conjure One, але Фалбер заперечує причетність до нього. Хоча він і містить нові пісні та ремікси Conjure One, пісні є перейменованними версіями пісень Poe, Balligomingo, Fauxliage, та інших.

## Дискографія

### Альбоми
- Conjure One (Nettwerk, 2002)
- Extraordinary Ways (Nettwerk, 2005)
- Exilarch (Nettwerk, 2010)
- Holoscenic (2015)
- Innovation Zero (Black Hole Recordings, 2022)

### Сингли
- «Redemption» (з Chemda) Promo Only (2001)
- «Sleep» (з Мері-Клер Д'Убальдо) (2002) — UK #42[1]
- «Tears from the Moon» (2003)
- «Center of the Sun» (з Poe) (2003)
- «Extraordinary Way» (з Poe) (2005)
- «Face the Music» (з Тіфф Лейсі) (2006)
- «I Dream in Colour» (2010)
- «Like Ice» (з Jaren Cerf) (2011)
- «Under the Gun» (з Лі Неш) (2013)
- «Still Holding On» (з Aruna) (2013)
- «Then There Were None» (з Крістіаном Бернсом) (2013)
- «Only Sky» (з Крістіаном Бернсом) (2014)

### Ремікси
- P.O.D. — «Youth of the Nation» (Conjure One Remix)
- The Crüxshadows — «Dragonfly (Conjure One Remix)»
- Collide — «Tempted (Conjure One Mix)»